# بدر التمام
بدر التَّمام بنت حسین (نسب: بدر التمام بنت حسین بن محمد بن عبد الوهاب دباس) کاتب و شاعربانوی عراقی در دوره اول عباسی بود.